# Два капітани (фільм, 1976)
«Два капіта́ни» (рос. «Два капитана») — радянський шестисерійний телевізійний фільм, друга екранізація однойменного роману Веніаміна Каверіна. Знятий на кіностудії «Мосфільм» у 1976 році.

## Актори і ролі
- Борис Токарєв — Олександр Григор'єв (головна роль)
- Олена Пруднікова — Катерина Татаринова (головна роль)
- Юрій Богатирьов — Михайло Ромашов (головна роль)
- Микола Гриценко — Микола Антонович Татаринов
- Ірина Печерникова — Марія Василівна Татаринова
- Георгій Куликов — Іван Павлович Корабльов, учитель Сашка
- Віра Кузнецова — Ніна Капитонівна
- Зінаїда Кирієнко — Оксинія Федорівна, мати Сашка
- Наталія Єгорова — Саша Григор'єва, сестра Сашка
- Юрій Кузьменков — Петро Сковородников, друг дитинства Сашка
- Володимир Заманський — Іван Іванович, лікар
- Михайло Пуговкін — Гаєр Кулій, вітчим Сашка
- Петро Любешкін — Сковородніков
- Любов Соколова — тітка Даша Сковороднікова
- Олександр Вігдоров — Валька Жуков
- Олександр Вокач — Микола Іванович фон Вишемирський
- Олександра Данилова — жінка на ринку